# TVN International Extra
TVN International Extra (iTVN Extra) - polski kanał telewizyjny, należący do Grupy TVN, skierowany do Polonii.
Na ofertę programową w tygodniowym czasie nadawania programu w godz. 6:00–23:00 składa się pięć rodzajów audycji: audycje informacyjne (6%), publicystyczne (19%), filmy dokumentalne (11%), audycje rozrywkowe (5%), powtórki (80%) i inne (18%).

## Historia
Stacja wystartowała 4 lutego 2015. Jej pozycje to głównie programy z kanałów tematycznych Canal+, TVN i TTV.

### Logo iTVN Extra
| Lata                    | Opis                                                                                        | Logo |
| ----------------------- | ------------------------------------------------------------------------------------------- | ---- |
| 4 lutego 2015 – obecnie | Szaro-czarne logo iTVN zakończone żółtą kropką, obok po prawej stronie żółty napis „extra”. |      |

## Odbiór
Kanał TVN International Extra skierowany jest do Polaków mieszkających w Stanach Zjednoczonych, Niemczech i Francji. Kanał nie jest dostępny w Polsce.